# Aconaemys sagei
Aconaemys sagei é um gênero de roedor da família Octodontidae.
Encontrado somente nas proximidades do Lago Quillén e Lago Hui Hui na província de Neuquén, na Argentina, mas relatos sugerem que ele pode se estender até a província de Malleco, no Chile.